# Ajmer (distrikt)
Ajmer är ett distrikt i den indiska delstaten Rajasthan. Den administrativa huvudorten är staden Ajmer. Distriktets befolkningen uppgick till 2 181 670 invånare vid folkräkningen 2001, på en yta av 8 481 km².

## Historia
Under brittisk tid utgjorde Ajmer-Merwara en provins i Rajputana mellan 25° 30' och 26° 45' nordlig bredd samt 73° 53' och 75° 22' östlig längd, lydande under den brittiske politiske agenten för Rajputana, som direkt sorterade under generalguvernören. Provinsen utgjordes av ett område på 7 021 km², de flesta invånare hinduer. Vid den indiska självständigheten 1947-1950 blev Ajmer-Merwara egen delstat, för att fogas samman med andra furstestater till nuvarande Rajasthan 1956.

## Administrativ indelning
Distriktet är indelat i nio tehsil, en kommunliknande administrativ enhet:
- Ajmer
- Beawar
- Bhinay
- Kekri
- Kishangarh
- Masuda
- Nasirabad
- Peesangan
- Sarwar

## Urbanisering
Distriktets urbaniseringsgrad uppgick till 40,09 % vid folkräkningen 2001. Den största staden är huvudorten Ajmer. Ytterligare åtta samhällen har urban status:
- Beawar, Kekri, Kiranipura, Kishangarh, Nasirabad, Pushkar, Sarwar, Vijainagar